# فریدل بین-گروند
فریدل بین-گروند (آلمانی: Friedl Behn-Grund; ۲۶ اوت ۱۹۰۶ – ۲ اوت ۱۹۸۹) فیلم‌بردار اهل آلمان بود.

## فیلم‌شناسی
- کشتی در معرض خطر غرق‌شدگی (۱۹۲۹)
- قلبم تو را می‌خواند (۱۹۳۴)
- قلبم تو را می‌خواند (فیلم آلمانی) (۱۹۳۴)
- عشق بزرگ و کوچک (۱۹۳۸)
- تایتانیک (۱۹۴۳)
- مهرگیاه (۱۹۵۲)